# Четумал
Четумал (на испански: Chetumal) е столицата на щата Кинтана Роо в Мексико. Четумал е с население от 151 243 жители (по данни от 2010 г.). Градът се намира на източното крайбрежие на полуострова Юкатан. Основан е на 5 май 1898 г.